# Георгиос Астериу
Георгиос Астериу (на гръцки: Γεώργιος Αστερίου) е гръцки революционер, участник в Гръцката война за независимост.

## Биография
Роден е в халкидическото село Варвара, тогава в Османската империя. През 1821 участва в Халкидическото въстание с Емануил Папас. След разгрома му бяга в Южна Гърция, за да продължи борбата. Семейството му е заловено и съдбата му остава неизвестна. Астериу участва в общо 18 сражения. През 1824 година участва в защитата на Псара, където е тежко ранен в лявата ръка. През 1825 участва в операциите в Пелопонес срещу Ибрахим паша. През 1827 г. участва в кампанията при Хиос, където е ранен. Последната битка, в която взима участие е при Петра в Беотия през септември 1829 г.
След създаването на гръцката държава, заедно с много други македонци се установява в Аталанти, където умира.